# Grumman C-1 Trader
Ne doit pas être confondu avec Douglas C-1.
Le Grumman C-1 Trader est un avion de transport militaire dérivé du S-2 Tracker. Cette variante effectue son premier vol le 19 janvier 1955 et est mise en service l'année suivante. Plus de 80 avions sont construits et l'United States Navy en est le seul utilisateur. Le C-1 Trader est retiré du service en 1988, après plus de 30 ans d'activité.

## Historique

### Conception et développement
Le C-1 Trader naît en réponse à un besoin exprimé par la marine des États-Unis pour un nouvel aéronef de lutte anti-sous-marine. Grumman commence alors le développement d'un prototype de bimoteur à ailes hautes qui reçoit la désignation G-89. En 1952, la marine baptise l'avion XS2F-1 et il vole pour la première fois le 4 décembre de cette année-là. La fin des années 1950 voit l'émergence de trois variantes, au nombre desquelles le C-1 Trader. Le C-1 (à l'origine le TF-1) est prévu pour embarquer neuf passagers ou 1 600 kg de fret ; son vol inaugural a lieu en janvier 1955.

### Engagements

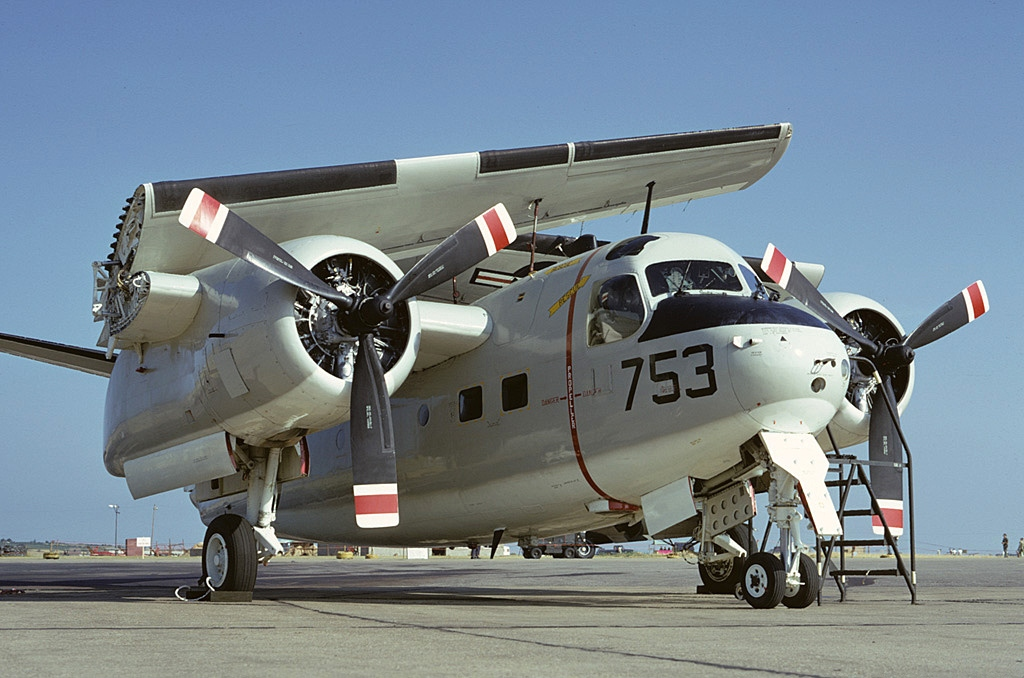
Un C-1A, ailes repliées, en 1975.

Au long des années 1960 et 1970, le C-1 Trader convoie courrier et vivres vers les porte-avions qui servent dans l'océan Pacifique au cours de la guerre du Viêt Nam ; il sert également comme avion d'entraînement pour les opérations tous-temps des porte-avions. Au total, 83 C-1 Traders sont construits dont quatre seront par la suite convertis en EC-1A Tracer, avion de contre-mesures électroniques. Le dernier C-1 est retiré du service de l'US Navy en 1988 ; une dizaine d'appareils sont toujours en état de voler dans le civil, où ils servent comme warbirds.
En août 2010, l'aviation navale brésilienne rend public son souhait d'acquérir huit C-1 et de les moderniser pour les utiliser à la fois comme avion de transport et de ravitaillement et comme moyen de ravitaillement en vol à bord du São Paulo. 4 sont effectivement achetés en octobre 2011 qui doivent être remotorisés et modernisés sous le nom de KC-2. Fin 2014, il est espéré un premier vol en novembre 2017 et la remise du premier avion opérationnel en décembre 2018. Ces travaux sont pilotés par Elbit Systems of America (ESA) qui annonce maintenant viser le mois de septembre 2019 pour le premier vol alors que le porte-avions São Paulo est désarmé le 22 novembre 2018. Le programme a été de nouveau retardé, et en date de janvier 2022, il n'a pas effectué son premier vol.

### Développement lié
- Grumman C-2 Greyhound

### Aéronefs comparables
- Grumman S-2 Tracker
- Grumman E-1 Tracer